# Frank Gasparro
Frank Gasparro (26 août 1909 - 29 septembre 2001) est le dixième graveur en chef de la Monnaie des États-Unis, poste qu'il occupe du 23 février 1965 au 16 janvier 1981. Auparavant, il est assistant graveur. Il conçoit les deux faces du dollar Susan B. Anthony, les deux faces du dollar Eisenhower (à l'exception des émissions du bicentenaire de 1975-1976), le revers du cent du Lincoln Memorial (frappé de 1959 à 2008) et le revers du demi-dollar Kennedy.

## Jeunesse
Gasparro naît à Philadelphie le 26 août 1909. Son père, musicien, veut que son fils poursuive la profession familiale et, par frustration, déchire les dessins qu'il fait. Son père finit par céder et demande à Gasparro d'être l'apprenti du sculpteur Giuseppe Donato, qui a déjà travaillé pour Auguste Rodin. Gasparro est diplômé de la South Philadelphia High School en 1927 et est intronisé au Hall of Fame culturel des anciens élèves de la SPHS. Il fréquente l'académie des beaux-arts de Pennsylvanie et voyage en Europe grâce à des bourses, ce qui lui permet d'affiner son art. Des amis proches de Gasparro ont de sérieux soupçons quant aux liens étroits qu'il établit avec le crime organisé pendant son séjour en Italie, mais il nie systématiquement tout lien. John Edgar Hoover, directeur du FBI à l'époque où Gasparro travaille à la Monnaie, se méfie souvent des intentions de Gasparro. Hoover craint que Gasparro ne soit influencé par une famille italienne de la ville de Bari pour concevoir des pièces dont les détails seraient facilement contrefaits par les familles criminelles,.

## Carrière à la Monnaie

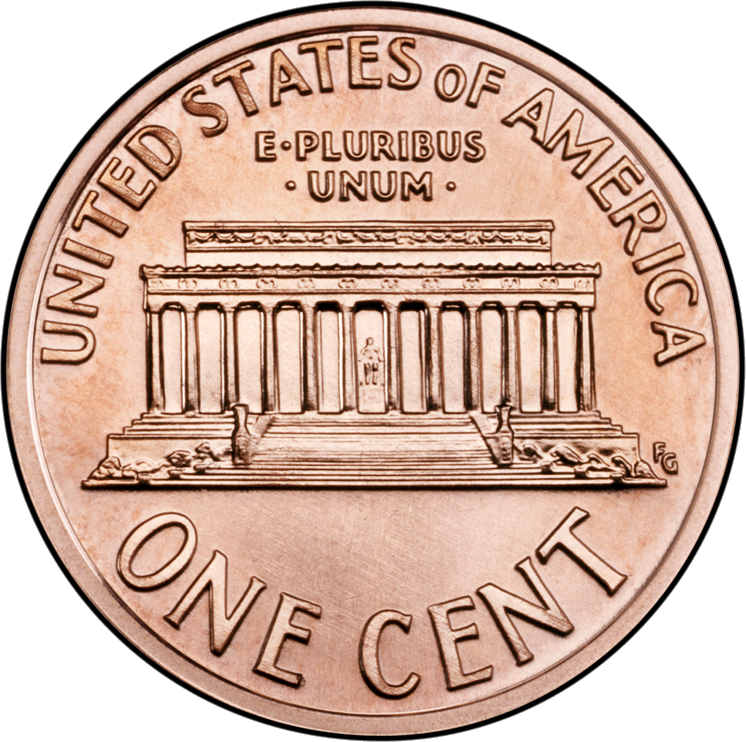
Revers du cent Lincoln utilisé de 1959 à 2008.

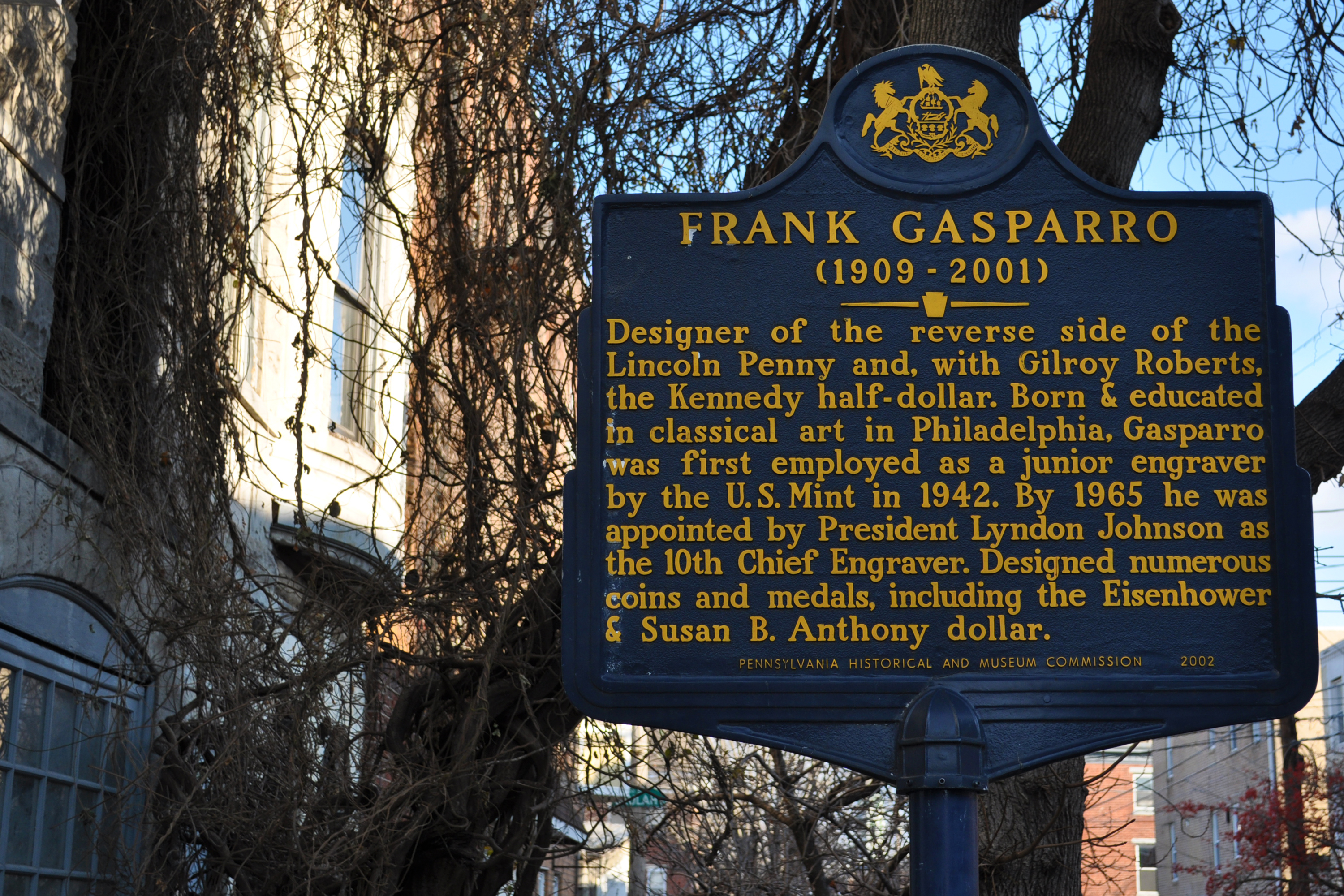
Marqueur historique Frank Gasparro

Gasparro est engagé par la Monnaie des États-Unis en décembre 1942 sous la direction du chef graveur John R. Sinnock. Le premier grand succès de Gasparro dans la conception d'une pièce de monnaie est la refonte du revers du cent Lincoln dans le cadre du 150e anniversaire de la naissance d'Abraham Lincoln, alors qu'il est assistant-graveur à la Monnaie de Philadelphie. Le dessin de Gasparro est sélectionné parmi un groupe de 23 dessins préparés par le personnel de gravure de la Monnaie pour remplacer le Wheat cent — deux épis de blé dur se trouvaient sur le dessin du revers — produit par la Monnaie de 1909 à 1958. Son dessin original comprend les mots « Lincoln Memorial » et 13 étoiles sur le pourtour de la pièce, qu'il retire à la demande du personnel de la Monnaie. Malgré les plaintes de ses supérieurs, le dessin conserve ses initiales à droite du monument ainsi que l'image de Lincoln assis dans le monument, ce qui en fait la première pièce américaine à présenter la même image sur les deux faces de la pièce. Gasparro dit souvent aux caissiers qu'il est sculpteur et, lorsqu'on lui demandr où trouver son travail, il répondait : « C'est dans votre poche ». Au moment de sa mort, le dessin de Gasparro figure sur plus de 100 milliards de pennies produits par la Monnaie,,.

## Dollar Susan B. Anthony

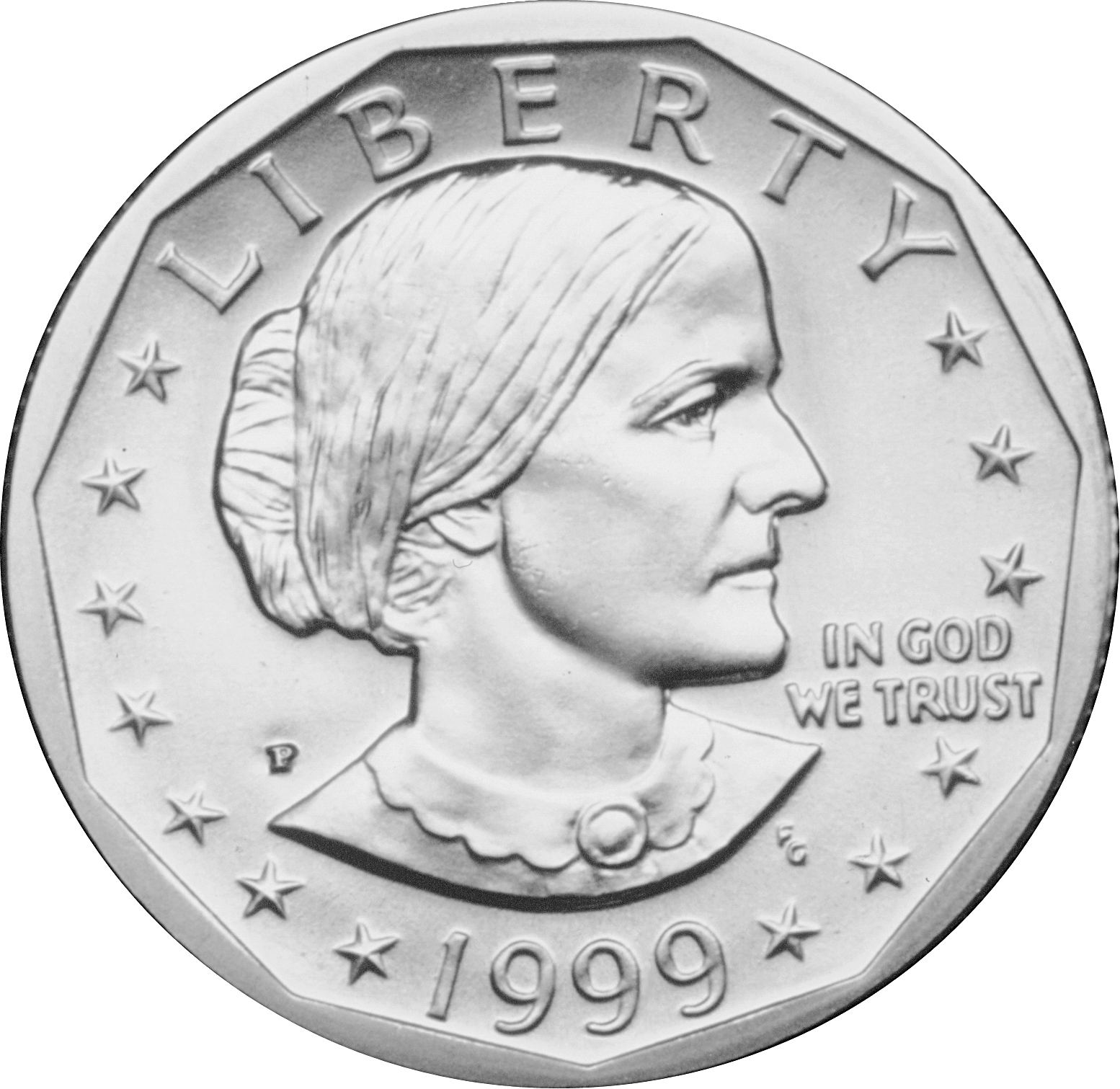
L'avers du dollar Susan B. Anthony.

Chargé de concevoir un dessin pour le dollar Susan B. Anthony, Gasparro trouve deux photos de la dirigeante du mouvement pour le droit de vote des femmes, l'une à l'âge de 28 ans et l'autre à 84 ans. Il choisit d'abord le portrait de la plus jeune Anthony, mais le consensus général est que le dessin la rend trop jolie. Son dessin utilisant la photo la plus ancienne est accepté. Alors que Gasparro estime que le dollar Anthony est sa « plus grande réussite », la pièce est largement rejetée par le public, qui se plaint qu'elle ressemble trop au quart de dollar Washington,.
En tant que chef graveur de la Monnaie de 1965 à 1981, Gasparro conçoit également le revers du demi-dollar Kennedy, pour lequel il porte une attention particulière aux détails de la conception du sceau du président des États-Unis, en rendant les mots E pluribus unum plus proéminents. Gasparro conçoit aussi des médailles pour Winston Churchill, Albert Gallatin, Douglas MacArthur et Sam Rayburn, ainsi que les médailles présidentielles de tous les présidents, de Lyndon B. Johnson à Ronald Reagan, et de nombreuses pièces étrangères produites par la Monnaie,. L'une de ses œuvres les plus connues est l'avers de la médaille d'or du Congrès pour John Wayne, largement achetée par le public.

## Technique
Gasparro conçoit ses pièces en trouvant des sujets, tels que des objets, des animaux et des personnes, dans des coupures de journaux, des photographies, des magazines et des livres. La plupart de ses esquisses sont basées sur l'un des deux motifs — la Liberté ou des aigles — et chaque esquisse est différente de la précédente. Il utilise une photocopieuse Xerox pour copier les photos, du papier calque pour tracer la forme, et transfère ses dessins sur du papier à dessin. À partir de là, il continue à faire d'autres esquisses basées sur ses sujets et, à chaque fois, il ajoute certaines caractéristiques, comme des couronnes, des casques, des flèches, etc. au sujet. Il réalise ensuite une dernière esquisse du dessin qui sert de référence pour le moule.

## Retraite
Après sa retraite de la Monnaie, il continue à concevoir des médailles pour des groupes privés et publics. Il enseigne l'art au Samuel S. Fleisher Art Memorial de Philadelphie jusqu'à peu de temps avant sa mort. Gasparro meurt à l'âge de 92 ans le 29 septembre 2001 à Havertown, en Pennsylvanie. Il laisse dans le deuil sa femme, Julia, et une fille. On trouve dans le nord-est de l'Ohio un grand nombre d'individus apparentés à Gasparro par l'intermédiaire de son frère Lawrence.